# بث عن بعد
في مجال البث الإذاعي، فإن البث عن بعد (والذي عادة ما يطلق عليه البث الحي عن بعد أو لقطات حية) هو بث إذاعي من موقع بعيد عن استوديو التلفزيون الرسمي، ويُعتبر إنتاجا ميدانيا إلكترونيا. وعادة ما تستخدم وحدة الإرسال عن بعد لإرسال الصوت و / أو الفيديو مرة أخرى إلى محطة التلفزيون، لينضم إلى سلسلة الإرسال. وتشمل الطرق الأخرى مقايضة القمر الصناعي وحتى خطوط الهاتف العادية إذا لزم الأمر.